# Адалят (партия 1916—1920)
Партия «Адалят» (азерб. Ədalət - Справедливость) — социал-демократическая организация иранских иммигрантов в Баку. Основана в 1916 году.
«Адалят» рассматривала себя преемницей «Ичтимаи-е-Амиюн» — организации, действовавшей в 1906—1909 годах.
Среди её основателей были Асадулла Кафар-заде, Бахрам Ага-заде, Ага Баба Юсиф-заде, Мухаммад Фатхулла-заде и молодой Джавад-заде Халхали (принятый в ряды партии по поручительству последнего), позже ставший известным как Сеид-Джафар Пишевари.
«Адалят» тесно сотрудничала с партией «Гуммет», и ряд активистов одновременно работали в центральных комитетах обеих организаций.
Программа и устав «Адалят» были изданы отдельной брошюрой на азербайджанском и персидском языках, а также опубликованы в газете «Хурритет» («Свобода»), редактором которой был Мир-Джафар Пишевари.
10 июня 1917 года «Адалят» начала выпускать свою газету «Байраги адалет» («Знамя справедливости») на азербайджанском и персидском языках. Редактором «Байраги адалет» являлся Асадулла Кафар-заде, который одновременно занимал должность председателя Центрального комитета организации.
К началу 1918 года отделения «Адалят» действовали в уездах Азербайджана, Дагестане, Астрахани, Туркестане,Тифлисе, Батуме, Эривани и других местах Кавказа. Только в Гяндже насчитывалось 470 членов партии.
Кроме партии «Гуммет» организация поддерживала тесную связь с бакинским отделением «РСДРП(б)» и с революционерами Южного Азербайджана и Гилана, в частности с Азербайджанской демократической партией, возглавляемой Мохаммедом Хиябани. Согласно советским источникам, в июле 1918 года по предложению С. Г. Шаумяна в Гилан был послан 21 член «Адалят» во главе с Кафар-заде «для организации вооруженной борьбы против английских империалистов».
Позже организация «Адалят» присоединилась к Мусульманскому социалистическому бюро Бакинской коммуны и в 1920 году была поглощена частично Коммунистической партией Азербайджана и частично Коммунистической партией Ирана.